# العلاقات الكورية الشمالية اللاتفية
العلاقات الكورية الشمالية اللاتفية هي العلاقات الثنائية التي تجمع بين كوريا الشمالية ولاتفيا.

## مقارنة بين البلدين
هذه مقارنة عامة ومرجعية للدولتين:
| وجه المقارنة                                              | كوريا الشمالية                        | لاتفيا                                             |
| --------------------------------------------------------- | ------------------------------------- | -------------------------------------------------- |
| المساحة (كم2)                                             | 120.54 ألف                            | 64.59 ألف                                          |
| عدد السكان (نسمة)                                         | 25.49 مليون                           | 1.93 مليون                                         |
| الكثافة السكانية (ن./كم²)                                 | 211.47                                | 29.88                                              |
| العاصمة                                                   | بيونغيانغ                             | ريغا                                               |
| اللغة الرسمية                                             | لغة كوريا الشمالية القياسية ‏          | اللغة اللاتفية                                     |
| العملة                                                    | وون كوري شمالي                        | يورو، لاتس لاتفي، الروبل اللاتفي ‏، الروبل اللاتفي ‏ |
| الناتج المحلي الإجمالي (بليون دولار)                      |                                       | 30.26 مليار                                        |
| الناتج المحلي الإجمالي (تعادل القوة الشرائية) بليون دولار |                                       | 49.24 مليار                                        |
| الناتج المحلي الإجمالي الاسمي للفرد دولار أمريكي          |                                       | 14.06 ألف                                          |
| الناتج المحلي الإجمالي للفرد دولار أمريكي                 |                                       | 23.55 ألف                                          |
| مؤشر التنمية البشرية                                      |                                       | 0.819                                              |
| رمز المكالمات الدولي                                      | +850                                  | +371                                               |
| رمز الإنترنت                                              | .kp                                   | .lv                                                |
| المنطقة الزمنية                                           | ت ع م+08:30، ت ع م+08:30، ت ع م+09:00 | ت ع م+02:00، ت ع م+03:00، أوروبا/ريغا ‏             |

## منظمات دولية مشتركة
يشترك البلدان في عضوية مجموعة من المنظمات الدولية، منها:
| علم المنظمة | اسم المنظمة                   | تاريخ انضمام كوريا الشمالية | تاريخ انضمام لاتفيا |
| ----------- | ----------------------------- | --------------------------- | ------------------- |
|             | الأمم المتحدة                 | 17 سبتمبر 1991              | 17 سبتمبر 1991      |
|             | الاتحاد الدولي للاتصالات      | ?                           | 11 ديسمبر 1921      |
|             | الاتحاد البريدي العالمي       | ?                           | ?                   |
|             | المنظمة الهيدروغرافية الدولية | ?                           | ?                   |
|             | يونسكو                        | 18 أكتوبر 1974              | 9 يوليو 1951        |

## وصلات خارجية
- موقع وزارة الخارجية الكورية الشمالية
- موقع وزارة الخارجية اللاتفية